# Ортега, Висенте
Висенте Ортега Вила (исп. Vicente Ortega Vila; 11 сентября 1950, Сольяна — 2006) — испанский гандболист, полевой игрок. Участник летних Олимпийских игр 1972 года.

## Биография
Висенте Ортега родился 11 сентября 1950 года в испанском городе Сольяна.
Начал заниматься гандболом во время учёбы в колледже доминиканских отцов в Валенсии. В сезоне-1966/67 стал чемпионом Испании среди юношей.
Играл за валенсийский «Марколь» с небольшим перерывом на выступление за футбольную «Гандию». В сезоне-1970/71 стал обладателем Кубка Испании. Затем в течение нескольких сезонов играл за мадридский «Атлетико», после чего вернулся в «Марколь», где и завершил игровую карьеру.
В течение карьеры провёл 5 матчей за юношескую сборную Испании, 20 матчей за мужскую сборную страны.
В 1972 году вошёл в состав сборной Испании по гандболу на летних Олимпийских играх в Мюнхене, занявшей 15-е место. Играл в поле, провёл 3 матча, забросил 1 мяч в ворота сборной ФРГ.
Умер в 2006 году.

## Память
Спорткомплекс в Сольяне назван именем Висенте Ортеги Вилы.